# Arno Wehling
Arno Wehling (* 10. Januar 1947 in Rio de Janeiro) ist ein brasilianischer Historiker, Universitätsprofessor und Forscher. Seit 1996 ist er Präsident des Instituto Histórico e Geográfico Brasileiro.

## Biografie
Arno Wehling ist Sohn deutscher Einwanderer und verheiratet mit der deutschstämmigen Historikerin Maria José Cavalleiro de Macedo Wehling. Wehling diplomierte in Geschichte an der Universidade do Brasil und in Jura an der  Universidade Santa Úrsula. Seinen Doktor in Geschichte machte er an der Universidade de São Paulo.
Seit 1976 ist er Mitglied des Instituto Histórico e Geográfico Brasileiro (IHGB) und aktuell auch dessen Präsident. Am 9. März 2017 wurde er zum Mitglied der Academia Brasileira de Letras gewählt, auf dem Stuhl Nr. 37.

## Schriften
- Os níveis da objetividade histórica (1974)
- Administração portuguesa no Brasil, 1777–1808 (1986)
- A invenção da história: estudos sobre o historicismo (1994)
- Formação do Brasil Colonial com Maria José Wehling (1994)
- Pensamento político e elaboração constitucional (1994)
- Estado, história, memória - Varnhagen e a construção da identidade nacional (1999)
- Documentos Históricos brasileiros (2000)
- Direito e justiça no Brasil colonial - o Tribunal da Relação do Rio de Janeiro, mit Maria José Wehling (2004)
- De formigas, aranhas e abelhas - Reflexões sobre o IHGB (2010)

In das Deutsche ist bisher keines seiner Werke übersetzt.